# 北野天神社 (所沢市)

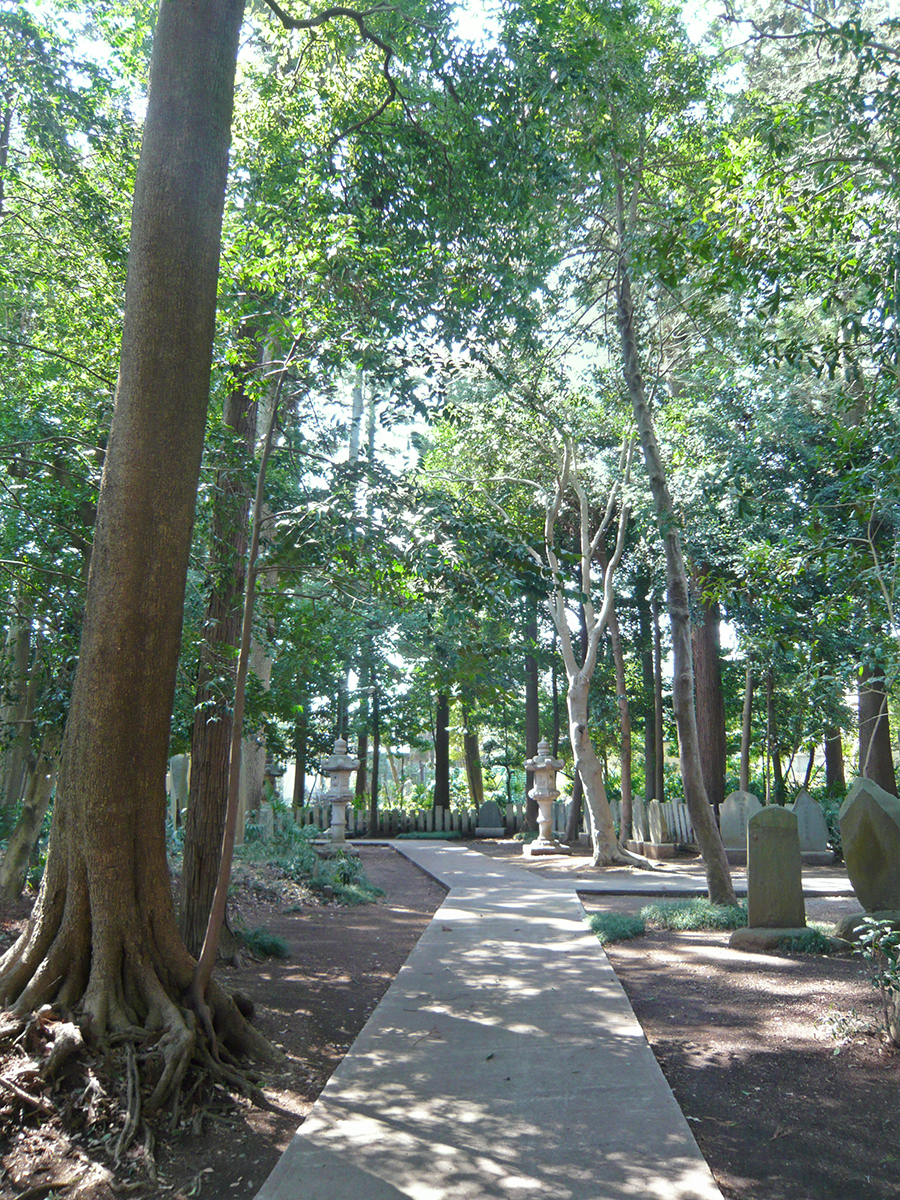
北野天神社 南側参道にて

北野天神社（きたのてんじんじゃ）は、埼玉県所沢市小手指元町にある神社。式内社（比定2社、論社1社）で、旧社格は県社。
登記上の宗教法人名称は物部天神社・國渭地祇神社・天満天神社であり、「北野天神社」はそれらの総称である。

## 祭神
- 物部天神社（もののべてんじんじゃ）：櫛玉饒速日命（にぎはやひのみこと） - 式内小社「物部天神社」に比定、「出雲伊波比神社」を合祀。
- 国渭地祇神社（くにいちぎじんじゃ）：八千矛命 （やちほこのかみ）- 式内小社「国渭地祇社」に比定。
- 天満天神社（てんまんてんじんじゃ）：菅原道真公

### 合祀
- 宗良親王（むねよししんのう）
- 小手指明神
- 天穂日命（あめのほひのみこと）
- 應神天皇
- 日本武尊命（やまとたけるのみこと）
- 倉稲魂命（うかのみたまのみこと）[2]

## 歴史
社伝によれば日本武尊が東征の折に創祀したのに始まるとされる。江戸時代には江戸幕府から朱印状を与えられた。
- 物部天神社は物部氏（无邪志国造#一族参照）の氏神であった。今も物部氏の祖神の饒速日命が祭神である。
- 天神社としては、長徳元年（995年）に菅原道真の5世の子孫菅原修成が武蔵守として京都北野神社より勧請し、その後は源義家、源頼朝、足利尊氏、前田利家により社殿が造営された。
- 江戸出開帳 - 享保7年（1722年）4月1日〜6月1日、江戸の旧目白不動院長谷寺にて、当社の御神体の出開帳が行われ、また期間中4月24日に社宝の掛幅や文書などが将軍の意向により江戸城内に提出された[3]。

## 境内
境内の西･南側に鳥居と石灯籠が立ち並ぶ参道があり、西側は南北に通る旧鎌倉街道に面し、県道179号線沿いの南側からは複数の階段と鳥居を経て拝殿前に至る。
境内社
- 稲荷社
- 八雲社
- 航空神社 - 徳川好敏氏の宿願により昭和12年9月25日、所沢陸軍飛行場に創建された。建立の由来は、当時の航空殉職者が一命を捧げて国家航空の開発・発展に資しながら靖国神社に合祀されない実情にあるを想い、護国の神霊として祭祀すべき宿願による。昭和13年、陸軍航空士官学校の創設に伴い、所沢から豊岡（現入間基地）へ奉遷。昭和20年9月3日、同校跡地が米軍に接収される前に、当社境内に遷座。
- 文子天神社 - 菅原道真の乳母であった多治比文子（たじひのあやこ）を祀る。
- 小手指神社 - 小手指地域の戦没者（英霊）を祭る。

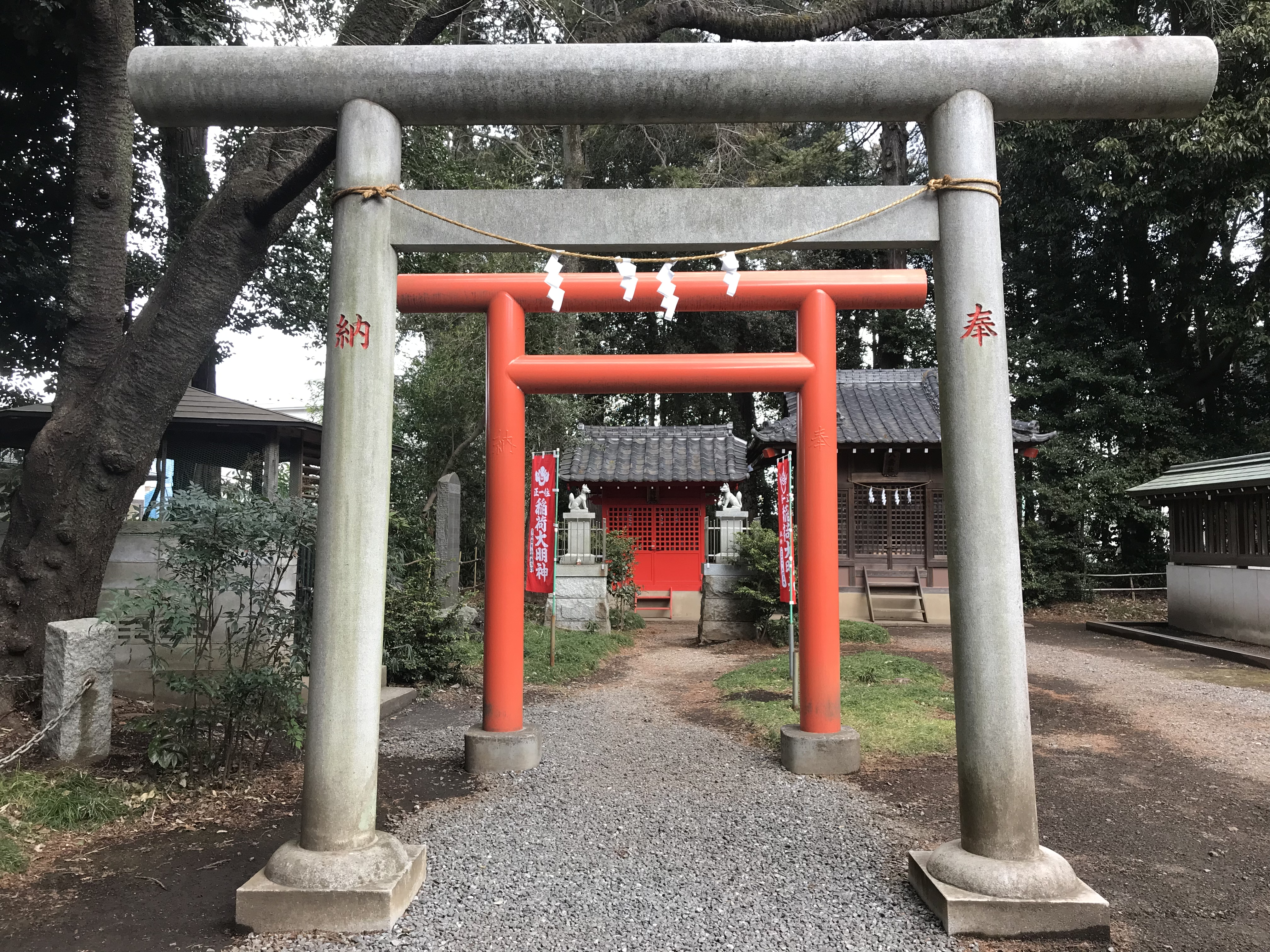
稲荷社
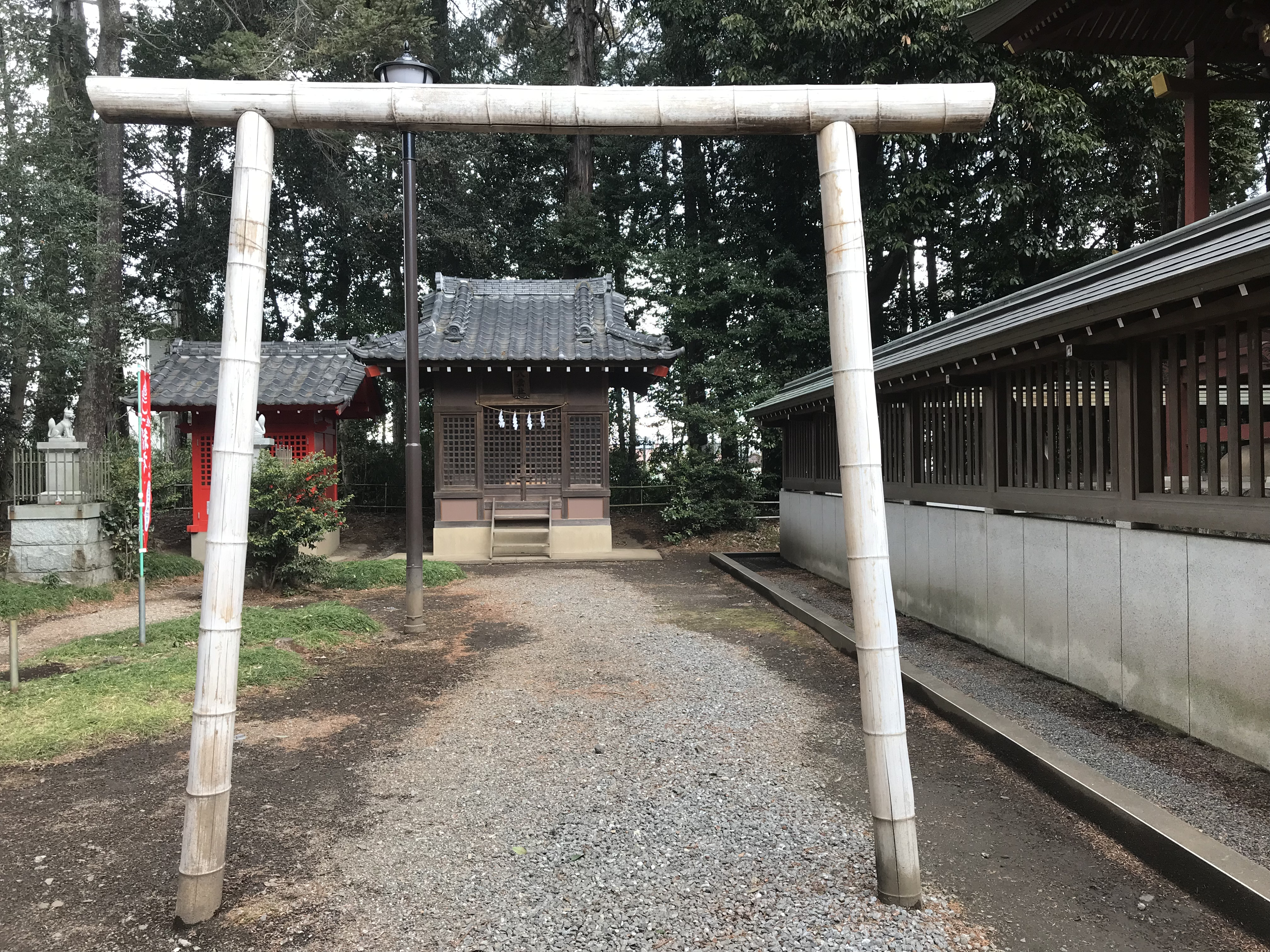
八雲社
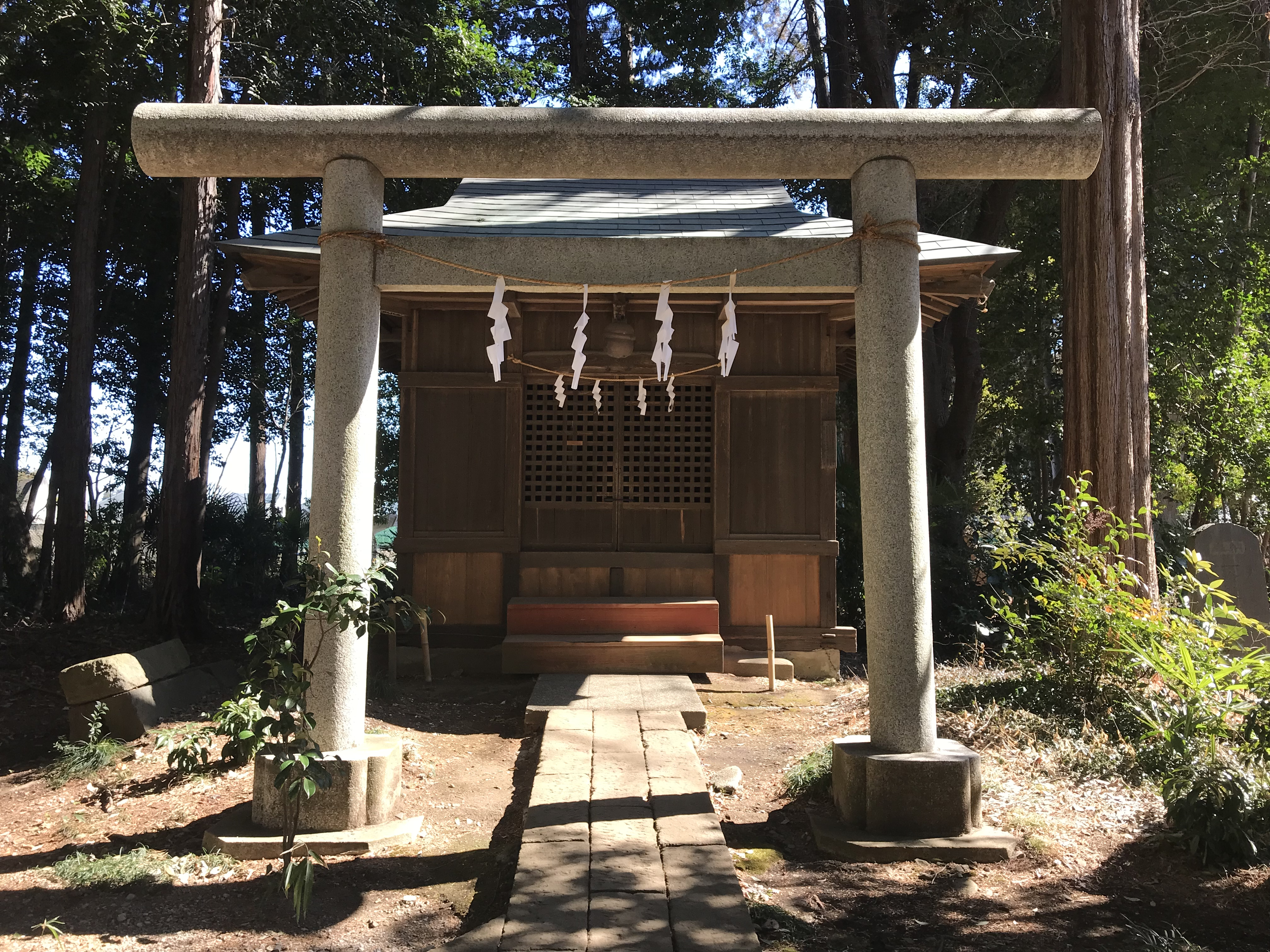
文子天神社
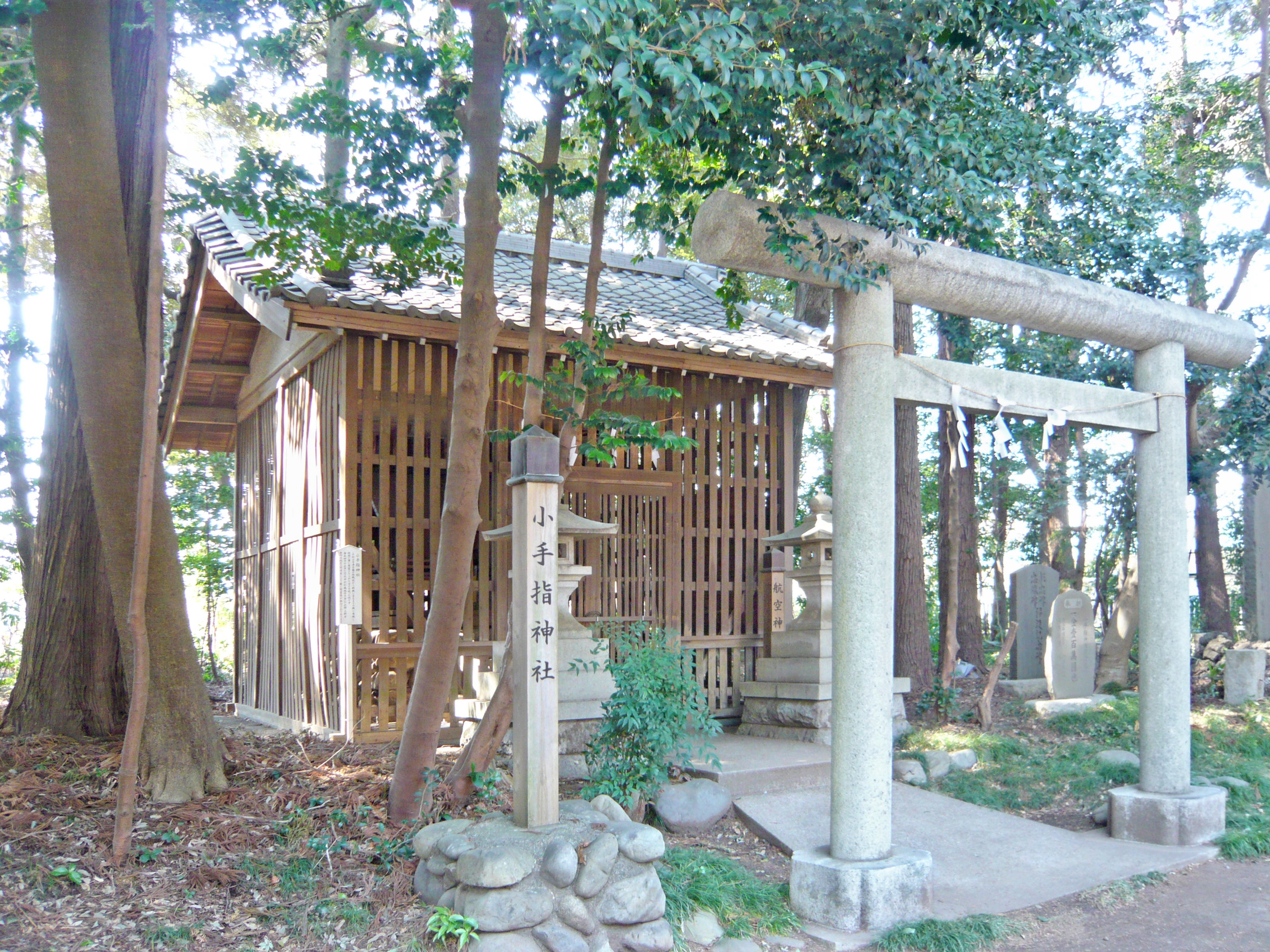
小手指神社・航空神社

境内の樹木
- 尊桜（みことざくら） - ヤマトタケルが社前に植えたとされている桜。枯死と蘖（ひこばえ）を繰り返している。
- 大納言梅 - 天正18年（1590年）前田利家献栽、2015年現在は二代目。菅原道真の末裔を名乗り梅紋を用いた前田利家は小田原攻めの際、荒廃していた当社に立ち寄り社殿を再興し、1本の梅を植えたとされる。当時の彼の官職が大納言であったことに因む名である。

境内その他
- 北野地名由来記（石碑） - 平成18年（2006年）9月25日建立。近年の区画整理により神社の住所は小手指元町になったが、周辺の地名「北野」は当社に由来する旨が刻記されている。
- 宗良親王在陣跡
- 手水舎 - 近年（2010年代）改築され天井に龍の天井画が描かれている。
- 神楽殿
- 力石
- 神馬（しんめ）

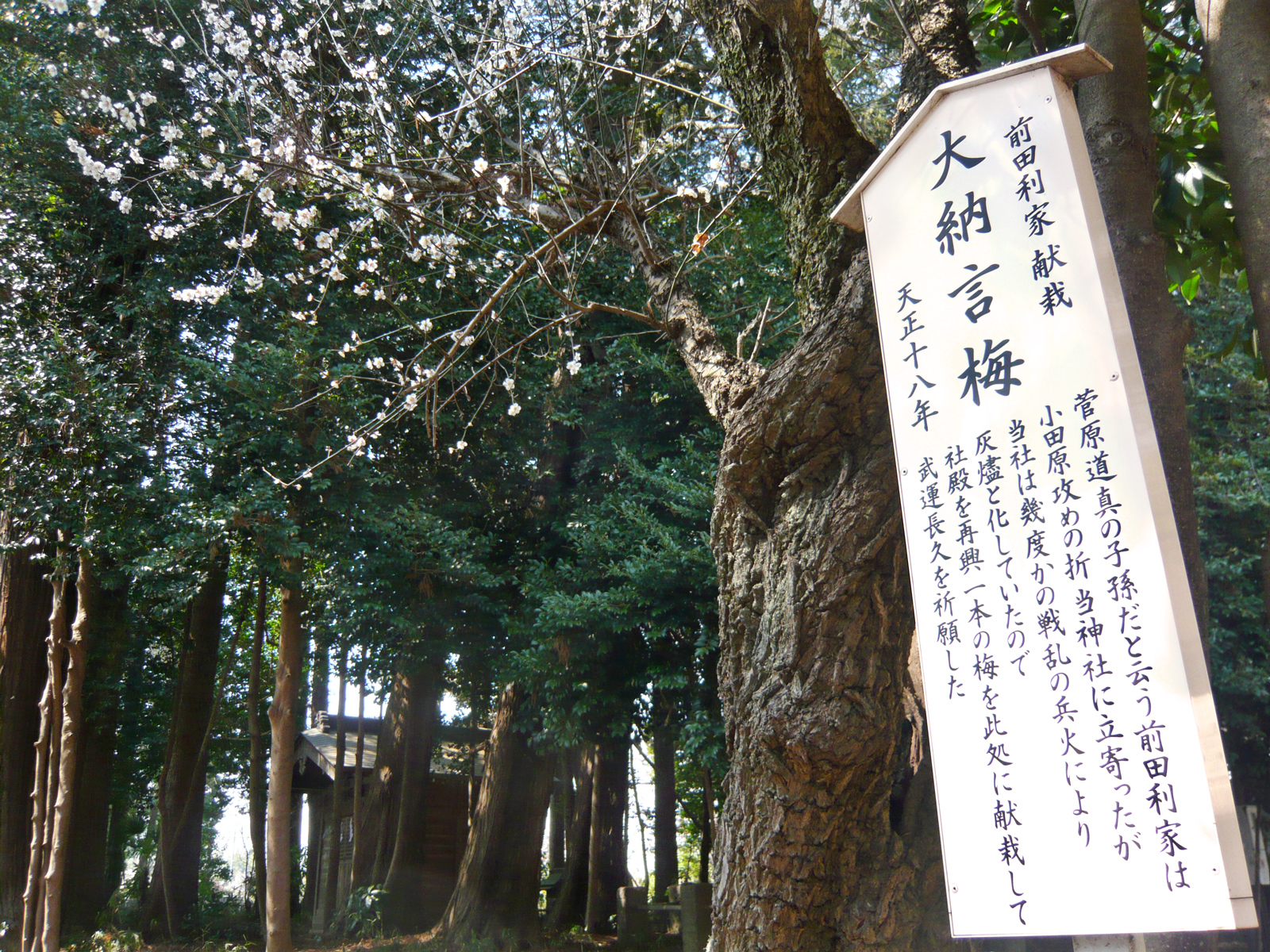
大納言梅
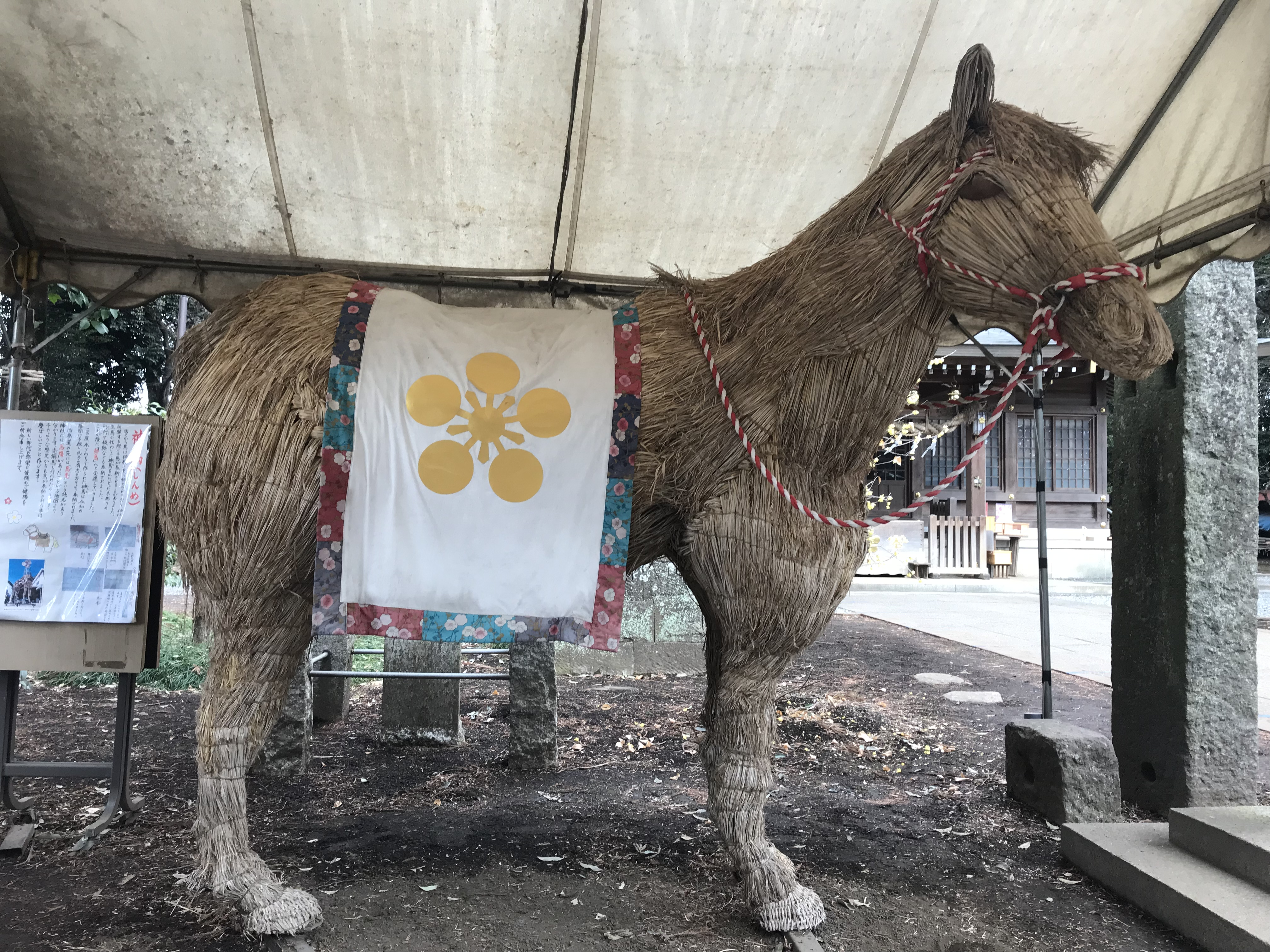
神馬

## 文化財

### 埼玉県指定文化財
- 有形文化財
  - 北野天神縁起[4]（絵画） - 絹本着色掛幅全7幅･旧軸木7本

### 所沢市指定文化財
- 有形文化財
  - 尊桜の歌碑[5]（名勝） - 享和2年（1802年）建立、同市内では最古の歌碑。
  - 北野天神社中世文書[6]（古文書） - 足利氏満社領寄進状ほか計11通。

## 兼務社
- 藤森稲荷神社
- 六所神社
- 諏訪神社 - 埼玉県所沢市小手指南1-17-21

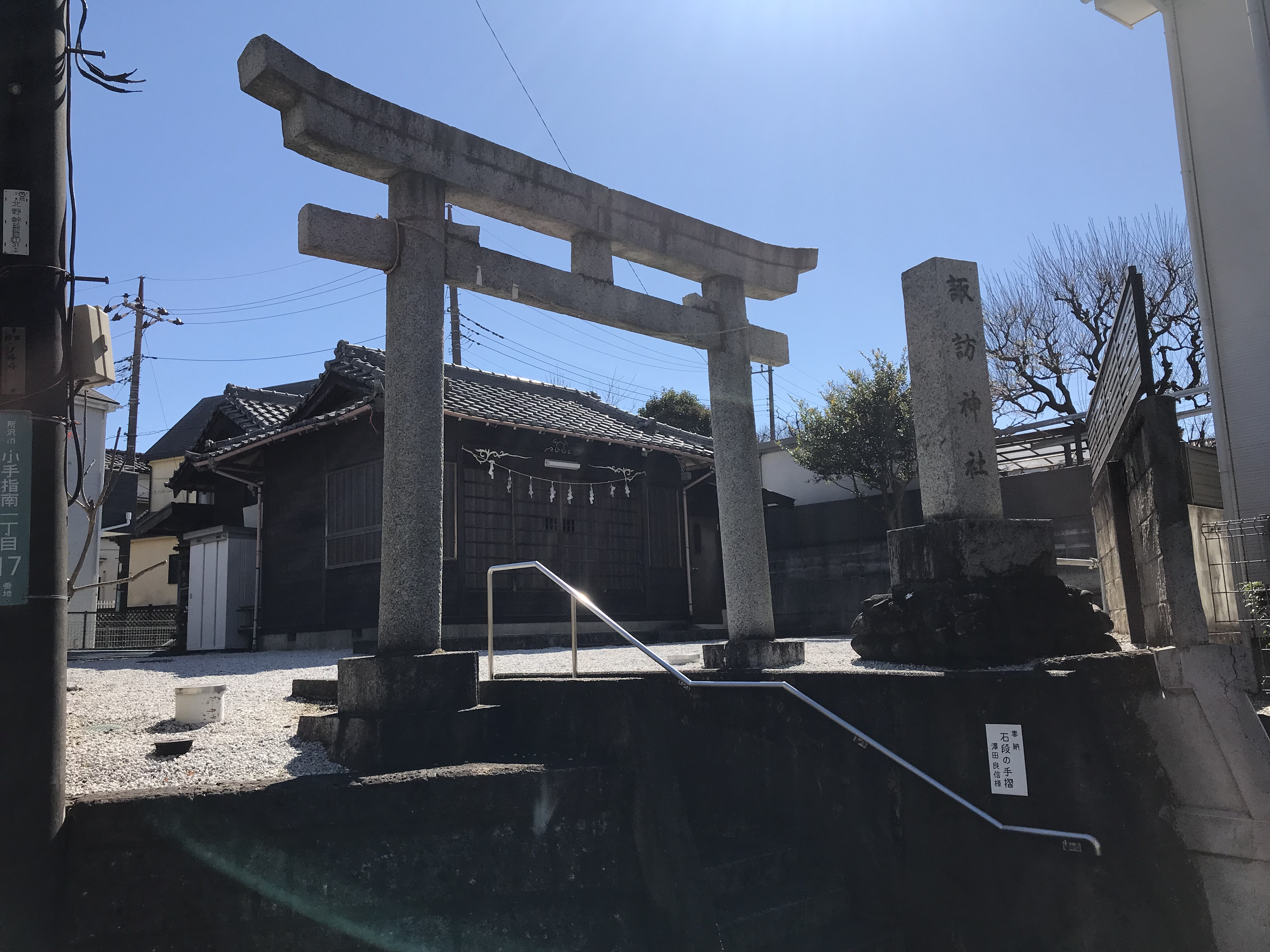
諏訪神社

## 祭事一覧
- 元旦祭（1月1日）- 「祈祷札」が頒布される。
- 初詣（1月1日）
- 節分祭（2月3日）- 北野天神社の大祓（おおはらえ）に当たる。「式内北野神社大祓神符」が頒布される。
- 初午祭（2月11日）- 境内社の稲荷社にて行われ、「稲荷社神符」が頒布される。
- 祈年祭（2月27日）- としごいのまつりとも呼ばれ、「祈年祭神符」が頒布される。
- 春季例大祭（3月21日）- 秋の例大祭と対になり、当社で最も重要とされている祭事。「國渭地祇神社開運守護神符」が頒布される。
- 春祭（3月25日）- 二番待(にばんまち)とも呼ばれる。「物部天神社神符」が頒布される。
- 養蚕祭（4月3日）- 境内社の文子天神社にて行われ、「文子天神社神符」が頒布される。
- 慰霊祭（4月15日）- 境内社の小手指神社にて行われ、地域の日清日露以来の戦没者を慰霊する。
- 八雲祭 - 7月14日 宵宮 、7月15日 本祭。「八雲神社祈祷諸災消除神符」が頒布される。
- 秋季例大祭（9月下旬） - 毎年お囃子が奉納され、２年に１度里神楽が奉納される。
- 新嘗祭（11月23日）- 「新嘗祭神符」が頒布される[7]。

## 脚註
1. ↑  “北野天神社（きたのてんじんしゃ）（北野）”.   所沢市 教育委員会 文化財保護課 (2008年10月31日). 2015年6月閲覧。
2. ↑  神社前 北野天神社略記.北野天神社.2022年1月15日閲覧
3. ↑  “北野天神社江戸出開帳”. おたまじゃくし.   安島喜一 (2001年11月11日). 2015年6月閲覧。
4. ↑  “北野天神社縁起 付 旧軸木七本”.   所沢市 教育委員会 文化財保護課. 2015年6月閲覧。
5. ↑  “尊桜の歌碑”.   所沢市 教育委員会 文化財保護課. 2015年6月閲覧。
6. ↑  “北野天神社中世文書”.   所沢市 教育委員会 文化財保護課. 2015年6月閲覧。
7. ↑  “北野天神社のお祭り”.   北野天神社. 2022年1月15日閲覧。

## 参考資料
- 所沢市史研究 第3号 北野天神縁起絵について（執筆者：栗原仲道）

## 関連文献
- 「北野村 天神社」『新編武蔵風土記稿』 巻ノ158入間郡ノ3、内務省地理局、1884年6月。NDLJP:764001/72。